# TT15
| t · t | i | k | i | i |

| t · t | i | k | i | i |

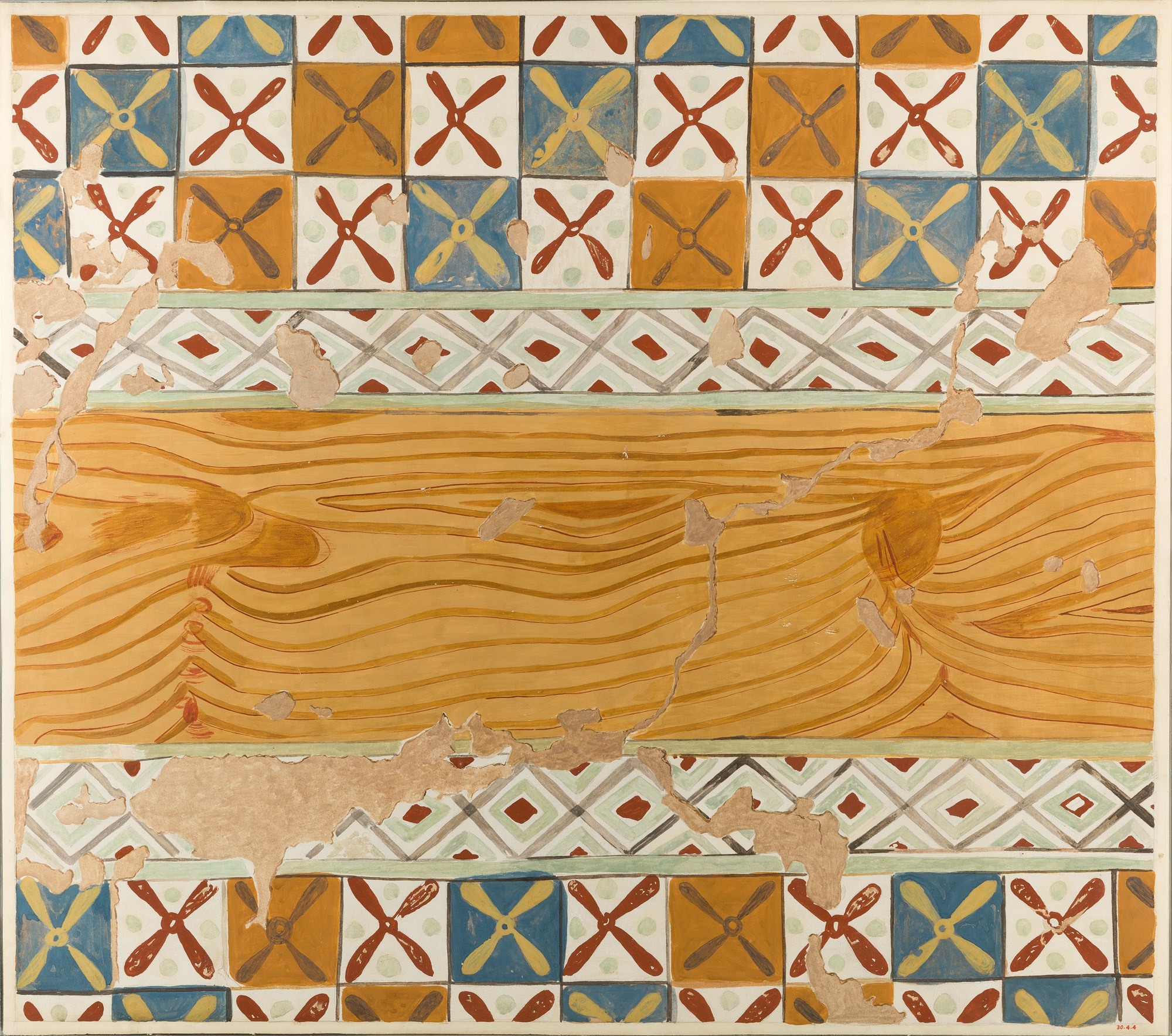
TT15: decorazione del soffitto

TT15 (Theban Tomb 15) è la sigla che identifica una delle Tombe dei Nobili ubicate nell’area della cosiddetta Necropoli Tebana, sulla sponda occidentale del Nilo dinanzi alla città di Luxor, in Egitto. Destinata a sepolture di nobili e funzionari connessi alle case regnanti, specie del Nuovo Regno, l'area venne sfruttata, come necropoli, fin dall'Antico Regno e, successivamente, sino al periodo Saitico (con la XXVI dinastia) e Tolemaico.

## Titolare
TT15 Era la tomba di:
| Titolare | Titolo                             | Necropoli       | Dinastia/Periodo             | Note                                                                                     |
| -------- | ---------------------------------- | --------------- | ---------------------------- | ---------------------------------------------------------------------------------------- |
| Tetiky   | Sindaco della Città del Sud (Tebe) | Dra Abu el-Naga | XVIII dinastia (Amenhotep I) | all'estremo angolo della collina meridionale, nei pressi della strada per Deir el-Bahari |

## Biografia
Tetiky, Sindaco di Tebe, recava anche il titolo di "figlio del re" pur essendo, di fatto, figlio di Rahotep, Supervisore dell'harem del lago, e di Sensonb; sua moglie era Senbi.

## La tomba
La tomba si apre in un ampio cortile trapezoidale che presenta, su una parete, alcune nicchie (7 in planimetria) in cui vennero rinvenuti, ancora in situ, piccoli sarcofagi per ushabti dei genitori e di altri familiari. In una sorta di piccola cappella (8), l'immagine di un uomo che coglie l'uva; sul fondo del cortile, un corridoio ad angolo retto adduce alla tomba a camera.
La decorazione propone (1) uno dei primi ritratti della madre del re Amenhotep I, Ahmose Nefertari, in atto di offertorio ad Hathor di cui si abbia notizia. La regina indossa il cosiddetto copricapo gazzella, tipico delle regine minori, in origine confuso dai primi egittologi per un doppio ureo. Successivamente tale copricapo verrà tuttavia rappresentato indistintamente per regine e concubine reali. La regina è rappresentata, coadiuvata da assistenti, nell'atto di offrire libagioni alla dea Hathor, rappresentata come vacca sacra. Seguono (2-3) scene del trasporto funebre con mimi, obelischi e il traino del sarcofago; poco oltre (6) stele con il defunto in offertorio a Osiride, il defunto e la moglie (5) ricevono offerte e mazzi di fiori da una nipote (?) e (4), su due registri sovrapposti, il defunto e la moglie ricevono, sotto un albero, offerte da tre fanciulle.
La tomba subì seri danni a causa di saccheggi perpetrati nei millenni; il museo del Louvre di Parigi ha, di recente, restituito all'Egitto alcune decorazioni provenienti da TT15.

### Annotazioni
1. ↑  La numerazione dei locali e delle pareti segue quella di Porter e Moss 1927, p. 20.
2. ↑  La prima numerazione delle tombe, dalla numero 1 alla 253, risale al 1913 con l’edizione del "Topographical Catalogue of the Private Tombs of Thebes" di Alan Gardiner e Arthur Weigall. Le tombe erano numerate in ordine di scoperta e non geografico; ugualmente in ordine cronologico di scoperta sono le tombe dalla 253 in poi.
3. ↑  I campi della Duat, ovvero l'aldilà egizio, si trovavano, secondo le credenze, proprio sulla riva occidentale del grande fiume.
4. ↑  Nella sua epoca di utilizzo, l'area era nota come "Quella di fronte al suo Signore" (con riferimento alla riva orientale, dove si trovavano le strutture dei Palazzi di residenza dei re e i templi dei principali dei) o, più semplicemente, "Occidente di Tebe".
5. ↑  le Tombe dei Nobili, benché raggruppate in un'unica area, sono di fatto distribuite su più necropoli distinte.
6. ↑  Le note, sovente di inquadramento topografico della tomba, sono tratte dal "Topographical Catalogue" di Gardiner e Weigall, ed. 1913 e fanno perciò riferimento alla situazione dell'epoca.
7. ↑  Si trattava di due fasce, generalmente in oro, una che circondava la testa, l'altra che passava per la sommità del capo, che recavano sulla fronte due teste di gazzella.

### Fonti
1. 1 2  Porter e Moss 1927,  p. 26.
2. ↑  Gardiner e Weigall 1913.
3. ↑  Donadoni 1999,  p. 115.
4. ↑  Porter e Moss 1927,  planimetria p. 20.
5. ↑  The Metropolitan Museum of Art Bulletin, vol. 22, n.ro 7, marzo 1964, p. 234, consultato 9.10.2017.
6. ↑   France's Louvre museum returns five frescoes to Egypt, BBC, 14 dicembre 2009. URL consultato il 9 ottobre 2017.